# Enicospilus hercyni
Enicospilus hercyni là một loài tò vò trong họ Ichneumonidae.